# Interrupted Wedding Bells
Interrupted Wedding Bells è un cortometraggio muto del 1913 diretto da Ashley Miller.

## Produzione
Il film fu prodotto dalla Edison Company.

## Distribuzione
Distribuito dalla General Film Company, il film - un cortometraggio in una bobina - uscì nelle sale cinematografiche degli Stati Uniti l'8 gennaio 1913. Nel Regno Unito venne distribuito il 2 aprile 1913.